# Валоцкија Тезима (Фрозиноне)
Валоцкија Тезима је насеље у Италији у округу Фрозиноне, региону Лацио.
Према процени из 2011. у насељу је живело 56 становника. Насеље се налази на надморској висини од 574 м.